# Tumukrise
Die Tumukrise oder der Tumu-Zwischenfall (chinesisch 土木之變 / 土木之变, Pinyin Tŭmù zhībìan), auch „Zwischenfall von Tumubao“ (土木堡之變,  Tŭmùbǎo zhībìan) oder „Tumuschlacht“ (土木之役,  Tŭmù zhīyì), war ein Grenzkonflikt zwischen den Mongolen und der chinesischen Ming-Dynastie, der am 1. September 1449 zur Gefangennahme des Kaisers Zhengtong führte. Diese Niederlage war zum größten Teil auf die schlechte Truppenaufstellung der Ming zurückzuführen und wird als eine der größten militärischen Niederlagen dieser Dynastie bezeichnet.

## Vorgeschichte
Im Juli 1449 startete der oiratische Mongolenführer Esen Taiji (也先台吉,  yěxiān táijí) eine in drei parallelen Vorstößen groß angelegte Invasion von China. Er selber führte eine Truppe, die im August nach Datong im nördlichen Shanxi vorstieß. Die genaue Größe von Esens Armee ist nicht bekannt, eine Stärke von 20.000 Soldaten wird angenommen.
Als die Nachricht vom Vorstoß der Mongolen am Hof des Ming-Kaisers bekannt wurde, ermutigte der mächtigste Beamte, der Eunuch Wang Zhen, den 22 Jahre alten Kaiser Zhengtong, sein Heer gegen die Mongolen zu führen. Die chinesische Streitmacht wurde daraufhin eilig zusammengestellt. Das Kommando bestand aus 20 erfahrenen Generälen und einer großen Schar hochrangiger Zivilbeamter, die dem Oberbefehlshaber Wang Zhen untergeordnet waren.
Am 3. August 1449 vernichtete Esens Heer eine schlecht ausgerüstete chinesische Truppe bei Yanghe, gerade innerhalb der chinesischen Mauer. Am selben Tag bestimmte der Kaiser seinen Halbbruder Zhu Qiyu zu seinem Vertreter und verließ Peking am nächsten Tag in Richtung auf die Passfestung Juyongguan. Das Ziel der Mission war ein kurzer, scharfer Marsch über die Xuanfu-Garnison nach Westen bis Datong, von dort ein Vorstoß in die Steppe, um schließlich über eine südliche Route über Yuzhou (heute Kreis Yu) nach Peking zurückzukehren.

## Der Marsch der Ming
Von Anfang an wurde der Vormarsch der Ming durch starke Regenfälle behindert. Am Juyongguan angekommen wollten die Zivilbeamten und Generäle anhalten und den Kaiser nach Peking zurückschicken, sie wurden jedoch von Wang Zhen übergangen. Am 16. August erreichte die Armee das leichenübersäte Schlachtfeld von Yanghe. Als sie schließlich am 18. August Datong erreichte, brachte der Rapport des Garnisonskommandeurs Wang Zhen dazu, eine Fortsetzung des Vormarsches in die Steppe als zu gefährlich einzustufen. Die Kampagne wurde somit als siegreich erklärt, und die Truppe machte sich am 20. August wieder auf den Rückweg nach Peking.
Anstatt jedoch wie geplant die südliche Route zu nehmen, die auch durch die Ländereien des Wang Zhen führen würde, fürchtete dieser, dass die Soldaten seinen Besitz verwüsten würden, und entschied sich für die nördliche, weitaus unsicherere Route. Am 27. August durchquerte die Armee Xianfu, am 30. August wurde die Nachhut unweit östlich Xianfu von den Mongolen angegriffen und ausgelöscht. Kurz darauf wurde auch eine starke, mit berittenen Kräften neu aufgestellte Nachhut unter dem Kommando von General Zhu Yong (朱勇) bei Yao’erling zerschlagen.
Am 31. August hatte die chinesische Armee ihr Lager beim Wachtposten Tumu an der Festung Tumubao aufgeschlagen. Wang Zhen wies den Vorschlag seiner Minister zurück, den Kaiser in die Sicherheit der Festungsstadt Huailai zu schaffen, die kaum 45 km entfernt lag. Esen sandte eine Vorhut aus, um den Ming den Zugang zum Fluss südlich des chinesischen Lagers abzuschneiden. Am Morgen des 1. Septembers war die chinesische Armee vollständig umzingelt. Wang Zhen weigerte sich, Verhandlungen aufzunehmen, und befahl der verwirrten Truppe, sich in Richtung auf den Fluss zu bewegen. Zwischen der kaum in Schlachtordnung aufgestellten Armee und der mongolischen Vorhut – Esen war nicht dabei – entspann sich eine Schlacht. Die Chinesen verloren vollständig ihre Ordnung und wurden samt den Generälen und Zivilbeamten fast vollständig niedergemacht, während die Mongolen eine große Zahl von Waffen und Rüstungen erbeuteten. Nach einigen Berichten soll Wang Zhen von seinen eigenen Offizieren umgebracht worden sein. Der Kaiser wurde gefangen genommen und am 3. September zu Esens Hauptquartier nahe Xianfu gebracht.

## Nachwirkungen
Die gesamte Expedition hatte sich als unnötig, schlecht geplant und armselig geführt erwiesen. Der Kampf wurde von einer mongolischen Vorhut von vielleicht 5.000 Reitern gewonnen. Allerdings war auch Esen, der Mongolenführer, nicht auf einen solchen Sieg und die Gefangennahme des Ming-Kaisers vorbereitet.
Zunächst versuchte Esen, ein Lösegeld für die Freilassung des Kaisers zu erpressen, und plante, die wehrlose Ming-Hauptstadt Peking zu überfallen. Wegen des entschiedenen Widerstands des kommandierenden Ming-Offiziers Yu Qian ging sein Plan jedoch nicht auf. Die Forderung Esens wurde mit der Aussage zurückgewiesen, dass das Reich wichtiger als der Kaiser sei, und Zhengtongs Halbbruder Zhu Qiyu wurde als Kaiser bestätigt.
Die Ming zahlten nie ein Lösegeld für die Rückkehr des Kaisers, Esen ließ ihn nach vier Jahren frei, so dass Zhengtong nach Peking zurückkehren und nach dem Tod Zhu Qiyus im Jahr 1457 den Thron wieder besteigen konnte. Esen selbst geriet zunehmend in die Kritik dafür, dass er es versäumte, den Sieg über die Ming auszunutzen, und wurde sechs Jahre nach der Schlacht im Jahr 1455 ermordet.
Obwohl die Mongolen später die Ordos-Wüste besetzten, bedrohten sie nie wieder ernsthaft den Staat der Ming.